# Miliusa bannaensis
Miliusa bannaensis là loài thực vật có hoa thuộc họ Na. Loài này được X.L. Hou mô tả khoa học đầu tiên năm 2004.